# Kościół Nawiedzenia Najświętszej Maryi Panny w Karpaczu
Kościół Nawiedzenia Najświętszej Maryi Panny – rzymskokatolicki kościół parafialny należący do dekanatu Karpacz diecezji legnickiej.

## Historia

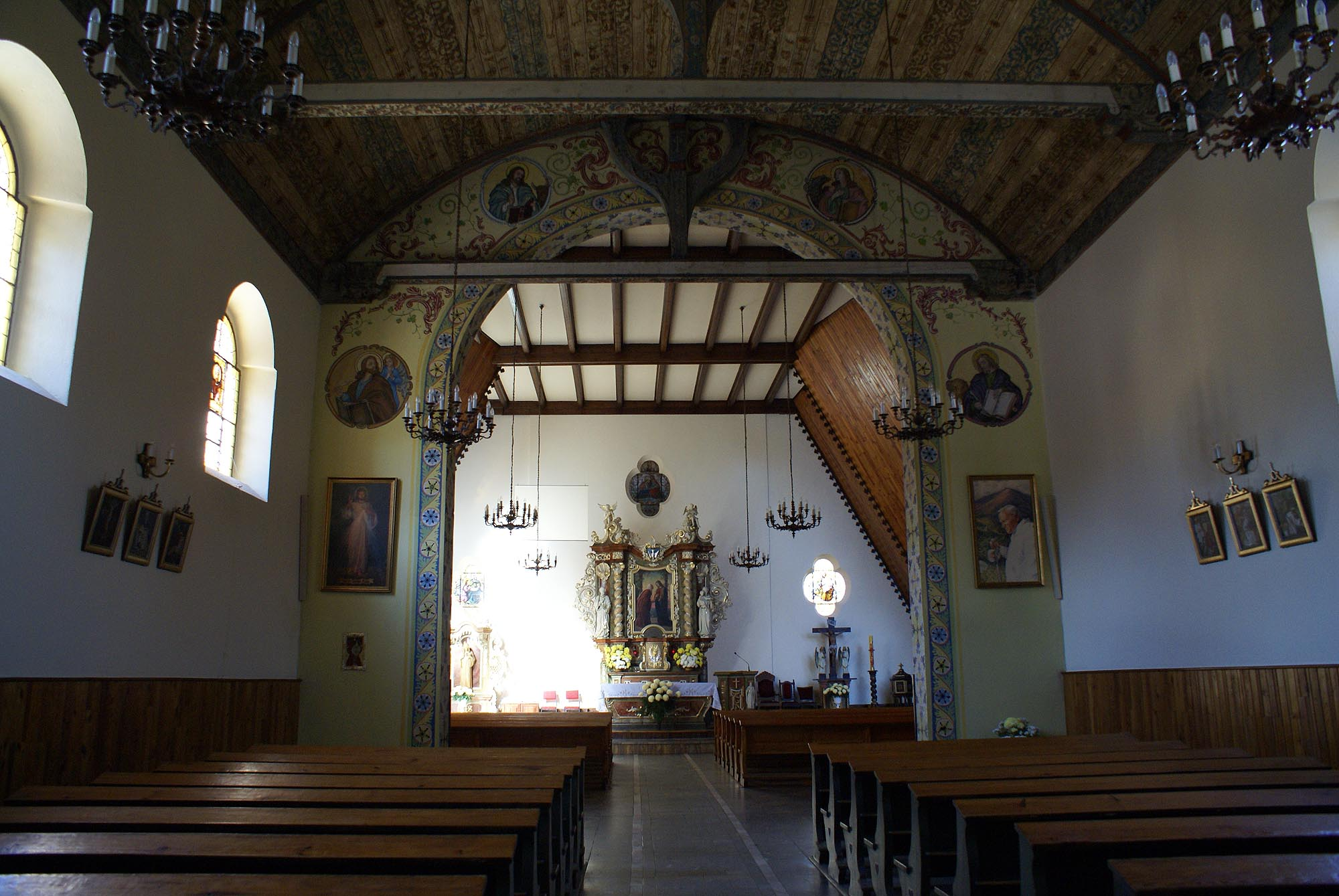
Wnętrze świątyni

Budowa świątyni zaprojektowanej przez wrocławskiego architekta Ludwiga Schneidera rozpoczęła się w dniu 26 kwietnia 1909 roku. W dniu 1 lipca 1909 roku został poświęcony kamień węgielny przez dziekana z Jeleniej Góry księdza Franza Forchego. Budowa świątyni była prowadzona pod nadzorem mistrza murarskiego z Kowar Maxa Steinera. W dniu 28 października 1909 roku został założony krzyż na wieży, a w dzień wspomnienia św. Anny 26 lipca 1910 roku świątynia została poświęcona. W tym samym roku zostały poświęcone trzy dzwony (do dziś zachował się tylko jeden) odlane przez wrocławskiego ludwisarza Alberta Geittnera. Strop świątyni został pomalowany przez kłodzkiego artystę Ryszarda Richtera. Statua Serca Pana Jezusa dla bocznego ołtarza została wykonana przez tyrolskiego rzeźbiarza Cirillo Dell’Antonio. W 1979 roku ksiądz proboszcz Franciszek Schirmer zainicjował rozbudowę świątyni według projektu karpaczańskiego architekta Antoniego Bila. Rozbudowa została ukończona w 1985 roku.

## Architektura

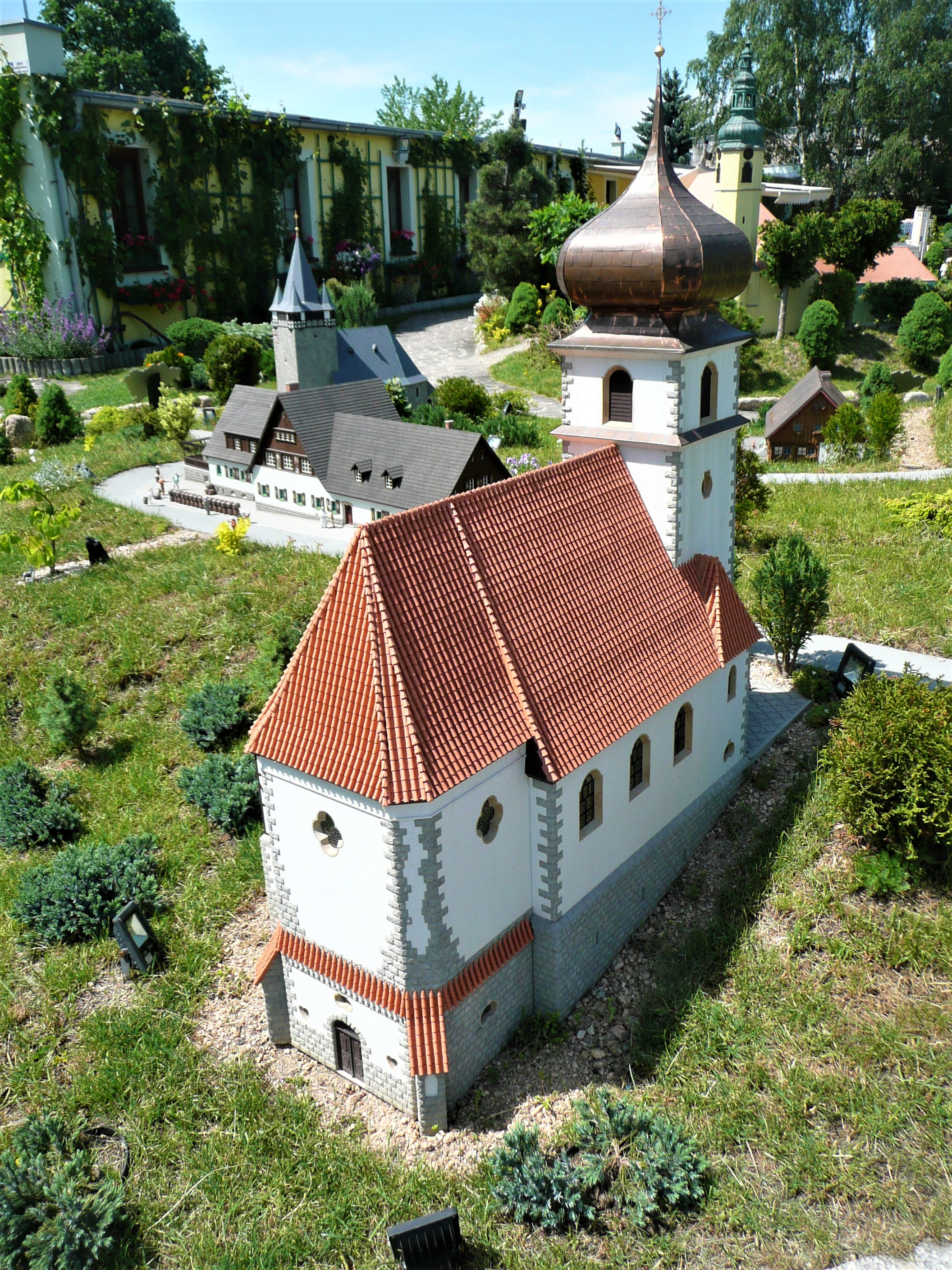
Miniatura kościoła w Parku Miniatur Zabytków w Kowarach

Charakterystyczny kształt świątyni razem z wieżą nakrytą cebulastym dachem hełmowym nawiązuje do barokowej architektury tyrolskiej. We wnętrzu świątyni jest umieszczony ołtarz główny w stylu późnobarokowym ozdobiony obrazem Nawiedzenia Najświętszej Maryi Panny i dwoma bocznymi posągami przedstawiającymi postacie św. Piotra i św. Antoniego. W starej części świątyni na drewnianym stropie jest namalowana wspomniana wyżej polichromia, pochodząca z czasów budowy świątyni. W przejściu między pierwotną a dobudowaną częścią świątyni na filarach i łączącym je łuku namalowani czterej ewangeliści. Na suficie w przedsionku są przedstawieni czterej wielcy doktorzy (nauczyciele) Kościoła zachodniego: św. Ambroży, św. Augustyn, św. Hieronim i św. Grzegorz Wielki. Organy zostały wybudowane z inicjatywy organisty Antoniego Cyganka. Budowę rozpoczęto w 1970 r. i trwała ona przez 7 lat. Zlecenie realizowała firma Józefa Cynara z Wrocławia. W 2004 r. instrument wyremontowano.